# Francesco Campolongo
Francesco Antonio Campolongo (Rotondella, 24 luglio 1861 – Napoli, 20 luglio 1942) è stato un magistrato e politico italiano.
In magistratura dal 1886, è stato pretore ad Aquilonia, Venosa e Potenza, sostituto procuratore a Cosenza, Salerno, procuratore a Potenza, Benevento, Girgenti, Sciacca e Napoli, procuratore generale presso la Corte d'appello a Trani, Ancona e Napoli.

## Opere
- Ricordi di un Pretore, Genova, 1888.
- Morti e lesioni sulle strade ferrate, "Scuola positiva", VI, 1896, (n. 4 e 5).
- Dottrina e giurisprudenza sugl'infortuni ferroviari, Firenze, 1898.
- Di una teoria di disastro sulle strade ferrate, “Supplemento Rivista Penale", vol. VII, Torino,1898.
- Del violato sepolcro presso i Romani, Torino, Unione Tipografico-Editrice, 1902 (estr. da "Rivista Penale", voi. 55, fasc. 3 e 4).
- Il diritto e la vita nel Mezzogiorno nel movimento sociale, Potenza, Tipografia-Editrice Garramone e Marchesiello, 1903.
- La delinquenza in Basilicata, "Rivista d'Italia", 7 (1904), IX, pp. 375-402.
- Attraverso le vicende del diritto penale nella Lucania e nella Basilicata, Torino, Stamperia dell'Unione Tipografico-Editrice, 1904.
- La lite e la criminalità̀ nel circondario di Potenza. Discorso inaugurale dell'anno giudiziario, Napoli, 1904.
- Lo sciopero e i ferrovieri, "Rivista d'Italia", 8 (1905), III, pp. 349- 367.
- Discorso del cav. Francesco Campolongo Procuratore del Re presso il Tribunale civile e penale di Potenza pronunziato nell'assemblea generale del 5 gennaio 1906, Potenza, Tipografia-Editrice Garramone e Marchesiello, 1906.
- La reazione del '60 a Carbonara ora Aquilonia ed il suo processo penale. Notizie e documenti inediti, Benevento, G. De Martini, 1907.
- La funzione del diritto e la delinquenza nel distretto di Napoli. Discorso inaugurale dell'anno giudiziario, Napoli, 1928.
- Le dottrine dell'abate Gioacchino e il delitto di eresia, Napoli, Tip. F. Giannini & figli, 1929.
- Il Gioachinismo nella storia e nell'arte. Contributo alle dottrine dell'abate Gioacchino, Napoli, Tip. F. Giannini & figli, 1930.
- I delitti contro la religione e la legislazione, Napoli, A. Morano, 1930.
- I delitti contro la religione e la pietà dei defunti: studio di storia e legislazione, Napoli, Morano, 1930.
- Il delitto politico in Italia e la rivelazione dei segreti di Stato. Un processo della storia: l'aiglon, Napoli, A. Morano (dopo il 1932).
- Giuristi calabri dei sec. XVII e XVIIl : il pensiero economico di Antonio Serra e il suo processo penale, Città di Castello, Società anonima tip. Leonardo Da Vinci, 1939 (estr. da "Giustizia Penale", 45 (1939), n. 1-2-3).